# ديريك فريمان (عالم إنسان)
ديريك فريمان (بالإنجليزية: Derek Freeman)‏ هو عالم إنسان نيوزيلندي، ولد في 15 أغسطس 1916 في ويلينغتون في نيوزيلندا، وتوفي في 6 يوليو 2001 في كانبرا في أستراليا.